# Diachlorus glaber
Diachlorus glaber är en tvåvingeart som först beskrevs av Christian Rudolph Wilhelm Wiedemann 1828.  Diachlorus glaber ingår i släktet Diachlorus och familjen bromsar. Inga underarter finns listade i Catalogue of Life.